# 2028년 동계 청소년 올림픽
2028년 동계 청소년 올림픽(영어: 2028 Winter Youth Olympics, V Winter Youth Olympic Games)은 2028년 1월 15일부터 1월 29일까지 이탈리아 돌로미티와 발텔리나에서 개최될 예정인 제5회 동계 청소년 올림픽이다.

## 개최지 선정
국제 올림픽 위원회(IOC)는 2025년 1월 30일 스위스 로잔에서 열린 제143차 IOC 총회에서 단독 후보인 이탈리아 돌로미티-발텔리나를 2025년 동계 청소년 올림픽 개최 도시로 선정했다.
| 2028년 동계 청소년 올림픽 개최권 투표 결과 | 2028년 동계 청소년 올림픽 개최권 투표 결과 | 2028년 동계 청소년 올림픽 개최권 투표 결과 |
| ------------------------------------------ | ------------------------------------------ | ------------------------------------------ |
| 도시                                       | NOC                                        | 전체 득표 수                               |
| 돌로미티-발텔리나                          | 이탈리아                                   | 89                                         |
| 반대                                       | 반대                                       | 1                                          |
| 기권                                       | 기권                                       | 2                                          |

### 입후보 의향을 밝혔던 나라·도시
- 보스니아 헤르체고비나
  - 사라예보
- 오스트리아- 이탈리아- 슬로베니아
  - 케른텐(오스트리아)-프리울리베네치아줄리아(이탈리아)-미정(슬로베니아)
- 불가리아
  - 소피아
- 우크라이나- 폴란드- 라트비아
  - 르비우(우크라이나)-미정(폴란드)-시굴다(라트비아)
- 미국
  - 레이크플래시드

## 방송
- 미국 - NBC
- 일본 - NHK, TBS
- 대한민국 - JTBC

| 동계 청소년 올림픽 |                                                  |           |
| 이전 대회          | 2028년 동계 청소년 올림픽 돌로미티-발텔리나 2028 | 다음 대회 |
| 강원 2024          | 2028년 동계 청소년 올림픽 돌로미티-발텔리나 2028 | 2032      |